# Конин, Михаил Фёдорович
Михаил Фёдорович Конин (22 октября 1921, Андреевка, Тамбовский уезд, Тамбовская губерния, РСФСР — 23 июля 2003, Люберцы, Московская область, Россия) — советский военный лётчик, полковник авиации, Герой Советского Союза.

## Биография
Родился в деревне Андреевка (ныне — Сампурского района Тамбовской области) в крестьянской семье.
Окончил семилетку и школу ФЗУ. Работал в Котовске на заводе № 204 слесарем, контролёром ОТК. Одновременно учился в аэроклубе. Затем окончил военно-авиационное училище в городе Энгельсе.
В Великой Отечественной войне Михаил Фёдорович с октября 1942 года в составе 93-го гвардейского штурмового авиационного полка 5-й гвардейской штурмовой авиационной дивизии 1-го гвардейского смешанного авиационного корпуса 17-й воздушной армии на Юго-Западном и 3-м Украинском фронтах.
Звание Героя Советского Союза присвоено 2 августа 1944 года за 120 успешных боевых вылетов.
В 1956 году окончил Военно-воздушную академию. С 1971 год полковник М. Ф. Конин — в запасе. Жил в Риге, работал на заводе «Коммутатор». В начале 1990-х годов переехал в город Люберцы Московской области. Умер 29 июля 2003 года. Похоронен на Старом Люберецком кладбище (участок № 1).
Михаил Фёдорович был женат на Зое Кониной (урождённой Мелковой).

## Награды
- Медаль «Золотая Звезда»;
- орден Ленина;
- 2 ордена Красного Знамени;
- орден Александра Невского;
- Орден Отечественной войны 1-й степени;
- орден Отечественной войны 2-й степени;
- 2 ордена Красной Звезды;
- медали СССР.

## Память
- В музейном комплексе города имеется композиция, посвящённая героям, среди них Конин Михаил Фёдорович.
- У здания управления Тамбовского порохового завода открыта аллея Героев.
- На центральной площади города, на стенде, есть экспозиция, посвящённая Михаилу Фёдоровичу.